# Meertensheim

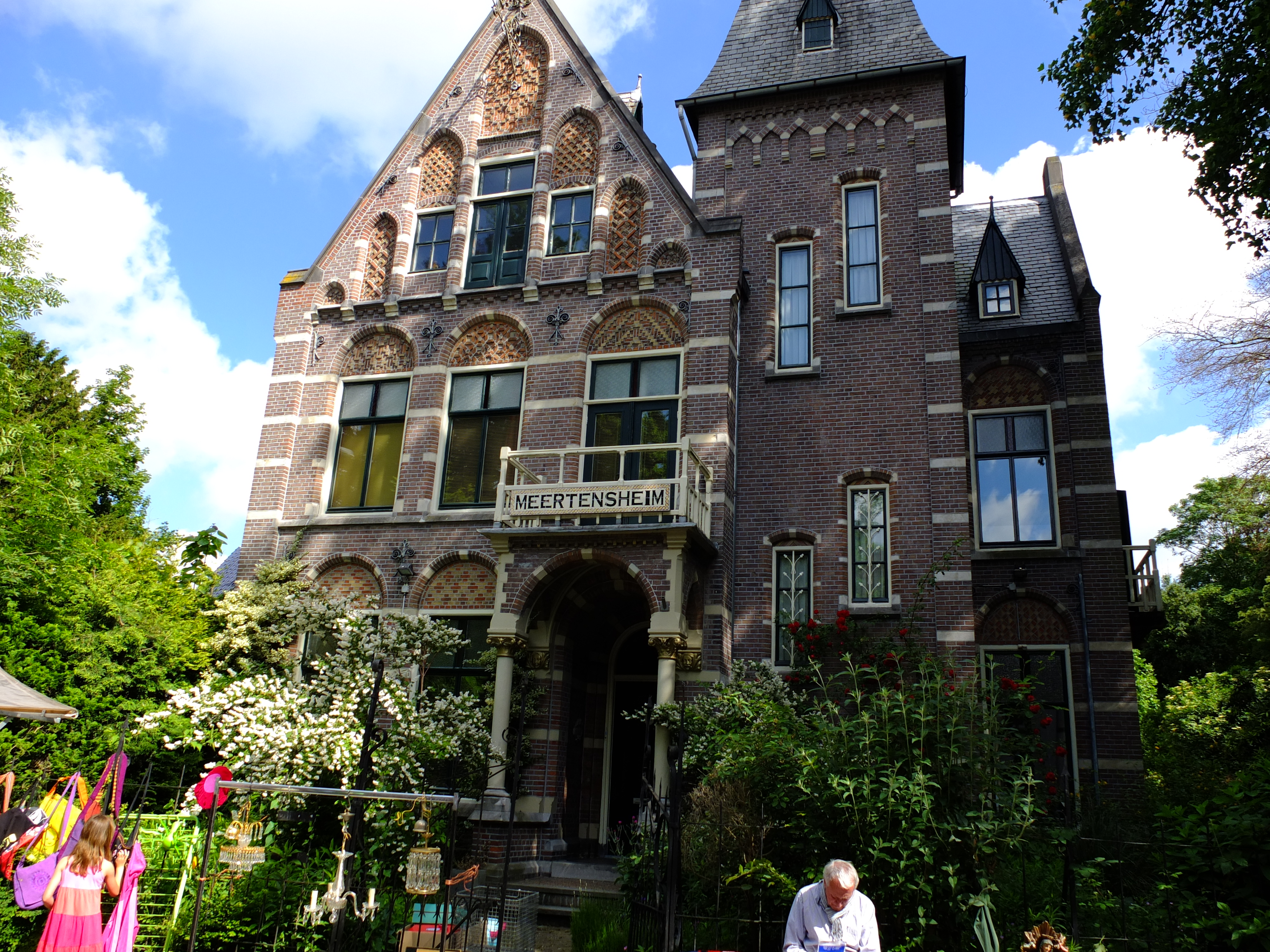
Meertensheim

Meertensheim is een statige buitenplaats gelegen aan de weg tussen Princenhage en Breda in de Nederlandse provincie Noord-Brabant. De villa is vernoemd naar de middeleeuwse naam van Princenhage, namelijk Mertersem of Mertersheim.
De villa werd gebouwd in 1879/80 naar ontwerp van de Bredase architect J.J. van Langelaar als diens woonhuis annex atelier. Het werd opgetrokken in neorenaissancestijl met elementen van neogotiek.
Tweede en bekendste bewoner was Vincent van Gogh (1820-1888), een peetoom van de gelijknamige kunstschilder. "Oom Cent" trok zich in 1873 terug uit de actieve kunsthandel, waarin hij vermogend was geworden, en vestigde zich uiteindelijk met zijn vrouw Cornelia in Princehage. Gedurende zijn leven verzamelde "Oom Cent" 192 schilderijen die hij onderbracht in een huisgalerij in de villa. De jonge Vincent nam daar van nabij kennis van de kunst van zijn tijd.